# 1985-ös Formula–1 detroiti nagydíj
A kelet-amerikai nagydíj volt az 1985-ös Formula–1 világbajnokság hatodik futama.

## Futam
| Helyezés | #  | Versenyző          | Csapat/Motor           | Körök | Idő/Kiesés oka | Rajthely | Pontszám |
| -------- | -- | ------------------ | ---------------------- | ----- | -------------- | -------- | -------- |
| 1        | 6  | Keke Rosberg       | Williams-Honda         | 63    | 1:55:39,851    | 5        | 9        |
| 2        | 28 | Stefan Johansson   | Ferrari                | 63    | + 57,549       | 9        | 6        |
| 3        | 27 | Michele Alboreto   | Ferrari                | 63    | + 1:03,170     | 3        | 4        |
| 4        | 4  | Stefan Bellof      | Tyrrell-Ford           | 63    | + 1:06,225     | 19       | 3        |
| 5        | 11 | Elio de Angelis    | Lotus-Renault          | 63    | + 1:26,966     | 8        | 2        |
| 6        | 7  | Nelson Piquet      | Brabham-BMW            | 62    | + 1 kör        | 10       | 1        |
| 7        | 18 | Thierry Boutsen    | Arrows-BMW             | 62    | + 1 kör        | 21       |          |
| 8        | 8  | Marc Surer         | Brabham-BMW            | 62    | + 1 kör        | 11       |          |
| 9        | 23 | Eddie Cheever      | Alfa Romeo             | 61    | + 2 kör        | 7        |          |
| 10       | 25 | Andrea de Cesaris  | Ligier-Renault         | 61    | + 2 kör        | 17       |          |
| 11       | 17 | Gerhard Berger     | Arrows-BMW             | 60    | + 3 kör        | 24       |          |
| 12       | 26 | Jacques Laffite    | Ligier-Renault         | 58    | + 5 kör        | 16       |          |
| Kiesett  | 12 | Ayrton Senna       | Lotus-Renault          | 51    | Baleset        | 1        |          |
| Kiesett  | 3  | Martin Brundle     | Tyrrell-Ford           | 30    | Baleset        | 18       |          |
| Kiesett  | 10 | Philippe Alliot    | RAM-Hart               | 27    | Baleset        | 23       |          |
| Kiesett  | 5  | Nigel Mansell      | Williams-Honda         | 26    | Baleset        | 2        |          |
| Kiesett  | 2  | Alain Prost        | McLaren-TAG            | 19    | Fékek          | 4        |          |
| Kiesett  | 22 | Riccardo Patrese   | Alfa Romeo             | 19    | Elektronika    | 14       |          |
| Kiesett  | 16 | Derek Warwick      | Renault                | 18    | Erőátvitel     | 6        |          |
| Kiesett  | 15 | Patrick Tambay     | Renault                | 15    | Baleset        | 15       |          |
| Kiesett  | 29 | Pierluigi Martini  | Minardi-Motori Moderni | 11    | Motorhiba      | 25       |          |
| Kiesett  | 1  | Niki Lauda         | McLaren-TAG            | 10    | Fékek          | 12       |          |
| Kiesett  | 19 | Teo Fabi           | Toleman-Hart           | 4     | Kuplung        | 13       |          |
| Kiesett  | 9  | Manfred Winkelhock | RAM-Hart               | 3     | Turbó          | 20       |          |
| Kiesett  | 24 | Piercarlo Ghinzani | Osella-Alfa Romeo      | 0     | Baleset        | 22       |          |

## Statisztikák
Vezető helyen:
- Ayrton Senna: 7 (1-7)
- Keke Rosberg: 56 (8-63)

Keke Rosberg 4. győzelme, Ayrton Senna 4. pole-pozíciója, 4. leggyorsabb köre.
- Williams 19. győzelme.